# Послуше
Послуше (пол. Posłusze, нім. Poschloschen) — село в Польщі, у гміні Бартошиці Бартошицького повіту Вармінсько-Мазурського воєводства.
Населення — 65 осіб (2011).

## Демографія
Демографічна структура станом на 31 березня 2011 року:
|          | Загалом | Допрацездатний вік | Працездатний вік | Постпрацездатний вік |
| -------- | ------- | ------------------ | ---------------- | -------------------- |
| Чоловіки | 35      | 10                 | 21               | 4                    |
| Жінки    | 30      | 7                  | 16               | 7                    |
| Разом    | 65      | 17                 | 37               | 11                   |